# Gobiobotia naktongensis
Gobiobotia naktongensis är en fiskart som beskrevs av Mori, 1935. Gobiobotia naktongensis ingår i släktet Gobiobotia och familjen karpfiskar. Inga underarter finns listade i Catalogue of Life.